# キヤノン EOS Ra
EOS Raは、キヤノンが2019年11月6日に発表し、同年12月5日に発売された、EOS Rシステムを採用した、天体撮影用のミラーレス一眼カメラである。
機種名の「a」は「astrophotograph」の略。キヤノンとしては、APS-C一眼レフカメラの「EOS 60Da」以来7年ぶりとなる天体撮影用カメラ。天体撮影に長けている一方で、一般的な被写体の撮影には赤みが強くなってしまい適切なカラーバランスが得られなくなってしまうため向かない。
ベース機種となるEOS Rから、CMOSセンサー前面のローパスフィルターの特性を変更してHα線の透過率を約4倍の40％に高め、天体撮影専用とした。赤みの強い干潟星雲（M8）や三裂星雲（M20）、イータカリーナ星雲などをより高精細に撮影することができるようになった。また映像の拡大倍率は同機の最大10倍から最大30倍に変更しており、より厳密なピント合わせが可能となっている。